# Adam Domogała
Adam Domogała (* 3. April 1993 in Katowice) ist ein polnisch-deutscher Eishockeyspieler, der seit Oktober 2020 bei den Crocodiles Hamburg in der Oberliga Nord unter Vertrag steht.

## Karriere
Der Pole kam 2009 mit 16 Jahren nach Deutschland, um zunächst bei der U18 des Kölner EC, später bei den Jungadlern Mannheim und schließlich den Junioren des Krefelder EV 1981 in der Deutschen Nachwuchsliga zu spielen. In der Saison 2011/12 absolvierte er mit der Spielgemeinschaft Preussen Krefeld sein erstes Spiel in der Eishockey-Oberliga.
Zur Saison 2011/12 wechselte er zur Oberligamannschaft der Löwen Frankfurt, für die er in 47 Spielen 14 Tore und 27 Assists beisteuerte. Aufgrund dieser Leistung wurde er für die Saison 2013/14 von den Lausitzer Füchsen unter Vertrag genommen. Von 2015 bis 2020 spielt er für den KS Cracovia in der Ekstraliga. Gleich im ersten Jahr gewann er mit dem Klub die polnische Meisterschaft und den Pokalwettbewerb. Auch 2017 wurde er mit den Krakauern polnischer Meister. 2020 schloss er sich dem Ligakonkurrenten Zagłębie Sosnowiec an, den er aber schon im Oktober des Jahres nach nur sieben Spielen wieder verließ, um zu den Crocodiles Hamburg in die Oberliga Nord zu gehen.

## International
Adam Domogała nahm für Polen an den Eishockey-Weltmeisterschaften der U18-Junioren 2010 und 2011 und an den U20-Weltmeisterschaften 2012 und 2013, als er die meisten Assists des Turniers gab, jeweils in der Division I teil. Bei jedem dieser Turniere schoss er ein Tor. In der Spielzeit 2015/16 debütierte er in der Herren-Nationalmannschaft, für die er 2019 in der Division I erstmals an einer Weltmeisterschaft teilnahm.

## Erfolge und Auszeichnungen
- 2013 Bester Torvorbereiter bei der U20-Weltmeisterschaft der Division I, Gruppe B
- 2016 Polnischer Meister und Pokalsieger mit dem KS Cracovia
- 2017 Polnischer Meister mit dem KS Cracovia

## Karrierestatistik
(Legende zur Spielerstatistik: Sp oder GP = absolvierte Spiele; T oder G = erzielte Tore; V oder A = erzielte Assists; Pkt oder Pts = erzielte Scorerpunkte; SM oder PIM = erhaltene Strafminuten; +/− = Plus/Minus-Bilanz; PP = erzielte Überzahltore; SH = erzielte Unterzahltore; GW = erzielte Siegtore; 1 Play-downs/Relegation; Kursiv: Statistik nicht vollständig)